# Ignace Spiridon

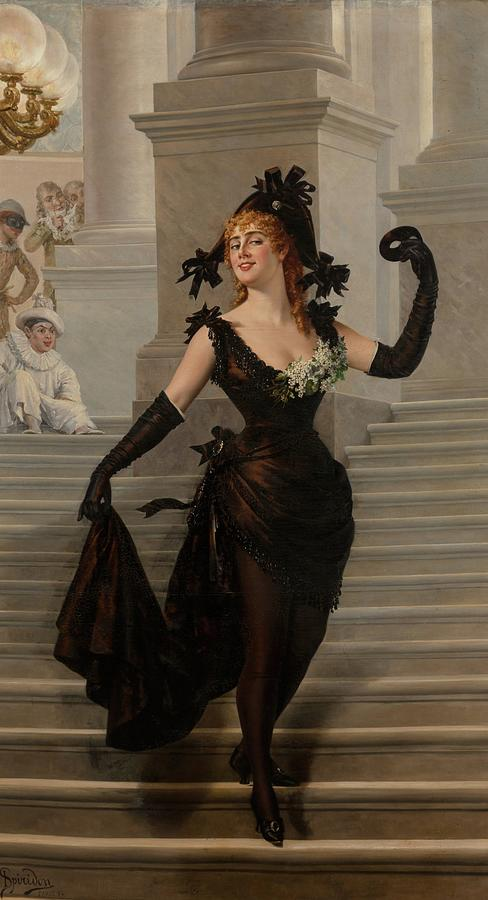
peinture nommé "Sappho" du peintre Ignace Spiridon (1884)

Ignace Spiridon (né le 22 octobre 1848 à Rome et mort le 7 octobre 1930 à Nice) est un peintre italien naturalisé français en 1924.